# Lunule (géométrie)
| |  |  |
| |  |  |
| En géométrie plane, la forme en croissant formée par deux disques s'intersectant est appelée "lunule". Au sein de chaque schéma, deux lunules sont présentes et l’une est grisée. |  |  |

Pour les articles homonymes, voir lunule.
En géométrie plane, une lunule est la surface concave-convexe délimitée par deux arcs de cercles (alors que la surface convexe-convexe délimitée par deux arcs de cercles est la version plane d'une  lentille bi-convexe).  
Le mot lunule vient de luna, le mot latin désignant la Lune, qui vue de la Terre ressemble à une lunule entre la nouvelle lune et le premier quartier ainsi qu'entre le dernier quartier et la prochaine nouvelle lune (en réalité le croissant de lune est délimité par un cercle et une ellipse concentriques).

## Aire
L'aire d'une lunule formée par deux cercles de rayons R et r (R > r) dont les centres sont distants de d est de
{\displaystyle A=2\Delta +r^{2}\operatorname {arcsec} \left({\frac {2rd}{R^{2}-r^{2}-d^{2}}}\right)-R^{2}\operatorname {arcsec} \left({\frac {2Rd}{R^{2}+d^{2}-r^{2}}}\right),}
avec
{\displaystyle \Delta ={\frac {1}{4}}{\sqrt {(r+R+d)(-r+R+d)(r-R+d)(r+R-d)}}}
qui correspond à l'aire d'un triangle de côtés R, r, et d calculée par la formule de Héron. La formule se déduit de la loi des cosinus.

## Quadrature de lunules
Chercher la quadrature d'une figure, c'est chercher à construire un rectangle dont l'aire soit égale à celle de la lunule. 
Au Ve siècle avant notre ère, Hippocrate de Chios, dans un traité concernant la quadrature des lunules et du cercle a montré que la quadrature de certaines lunules à la règle et au compas était possible.